# Lucie Green
Lucinda "Lucie" May Green (nacida c.1975) es una comunicadora de ciencias e investigadora solar británica. Desde 2005, Green ha sido una Becaria de Investigación de la Sociedad Real Universitaria (previamente la Beca de la Sociedad Real Dorothy Hodgkin) en el Laboratorio de Ciencia Espacial Mullard (MSSL) de la University College de Londres (UCL). Green dirige el programa de participación pública de MSSL y forma parte del Consejo de la División de Física Solar Europea (ESPD) de la Sociedad Europea de Física y el consejo asesor del Museo de Ciencias de Londres.
En 2013, Green se convirtió en la primera mujer presentadora de The Sky at Night después de la muerte de Patrick Moore.
La investigación de Green se centra principalmente en las actividades atmosférica del Sol, particularmente en las eyecciones de masa coronal y los cambios en el campo magnético del Sol que los activa.

## Primeros años y educación
Green estudió en la Dame Alice Harpur School en Bedfordshire, obteniendo 9 GCSEs y 4 niveles A. Después de completar sus niveles A, Green se tomó un año libre en el que estudió arte, antes de decidirse por la física y completar su Máster en Física y Astrofísica en la Universidad de Sussex, graduándose con un 2:1.  Green completó su Doctorado en física solar en el MSSL en el UCL en 2002.
Regresó a su vieja escuela para hablar sobre investigación. Fiona Clements, la antigua profesora de física de Green en la escuela, ha dicho, "Ella es una gran defensora para las mujeres jóvenes en la ciencia y estamos orgullosos de que ella continúa recordando su escuela al regresar para hablar sobre su investigación a los alumnos."
"Siempre me gustó la física desde una temprana edad mientras estaba en la escuela. Esa era mi pasiónː resolver problemas o hacer preguntas y luego averiguar las maneras de responder a esas preguntas. Pero yo nunca he tenido ambición por ser una científica espacial, y no estaba interesada ni siquiera como aficionada en la astronomía [en aquel tiempo]".

## Carrera

Las imágenes capturadas por el Observatorio de Dinámica Solar que muestra un eclipse solar seguido por una fulguración solar M6.6.

Después de obtener su Doctorado,  se transfirió a la Escuela de Física y Astronomía de la Universidad de Cardiff, y se convirtió en la Coordinadora del Proyecto del Proyecto Telescopio Faulkes, un proyecto que permite a las escuelas tener un uso remoto de dos telescopios de dos metros localizados en Hawái (Telescopio Faulkes Norte en Hawái) y Australia (Telescopio Faulkes Sur en Australia).
Desde 2005, Green ha sido Becaria de Investigación Leverhulme (anteriormente la Beca de la Sociedad Real Dorothy Hodgkin), en MSSL. Su trabajo actual se centra en el patrón de los campos magnéticos en la atmósfera del Sol, el cual esporádicamente entra en erupción para formar una eyección de masa coronal; cómo estos se relacionan con la actividad geomagnética y lo que esto significa para los que viven en la Tierra.
De 2006-2012, fue miembro del Comité de Educación de la Sociedad Real, y fue parte de su Grupo de Trabajo de Informes del Estado de la Nación durante 2007-2009.  Es también miembro de Comité directivo de la baliza para la participación pública de UCL, y dirige el programa de compromiso público de MSSL. .

### Solar Orbiter
Green también está involucrada en el desarrollo del 'Solar Orbiter', un satélite que observa el sol bajo el desarrollo de la ESA. El objetivo de la misión es realizar estudios de cerca, de alta resolución del sol para un mejor entendiendo del comportamiento del sol, de la heliosfera, de los vientos solares y del campo magnético coronal.

## Apariciones en medios de comunicación
Green aparece a menudo en televisión y radio, más notablemente en The Sky at Night y en Stargazing Live, Stardate, Horizon, Xchange y The One Show.  Sus programas de radio incluyen: The Infinite Monkey Cage, Saturday Live and PM (BBC Radio 4), Material World, Slooh Radio (USA), 4 News hour (BBC World Service), 5Live Drive y Bacon’s Theory (BBC 5 Live), The Butcher’s Apron y Nick Ferrari (LBC).
Entre 2004-2005, Green co-presentó varios programas en la serie de BBC/Open University, Stardate. Los episodios incluyen: Stardate: Misión a Titán el cual co-presentó con Adam Hart-Davis, cubriendo el exitoso aterrizaje de la Agencia Espacial Europea de la Huygens en la luna más grande de Saturno, Titán. Y Stardate: Impacto Profundo, el cual co-presentó con Brian Cox, cubriendo el exitoso choque de la sonda de la NASA Tempel 1 en un intento de aprender más sobre los orígenes del Sistema solar.
Desde 2010, Green también ha aparecido y co-presentado varios episodios de Stargazing Live.
Green también ha aparecido en varios episodios del programa de BBC Radio 4 The Infinite Monkey Cage, hablando sobre temas como el fin del mundo y los universos paralelos.
En 2013, Green presentó su propio programa de radio 'Solar Max' en BBC Radio 4 sobre el clima espacial. Específicamente, abordaba cómo las emisiones del sol pueden causar cambios en el campo magnético de la Tierra y en la atmósfera superior, y las implicaciones que esto tiene para el Reino Unido.

## Vida personal
Cuándo le preguntan de dónde procede su amor por la ciencia espacial, Green ha dicho: "De niña, recuerdo escuchar a mis padres decir que pensaban que yo iba a ser una astrofísica cuando creciese. No sabía ni lo que era una astro-esa-cosa. Estaba de acuerdo con ellos porque pensé que sonaba impresionante. Realmente en esa época, yo quería cuidar a los animales. ¡La gente solía traerme pájaros heridos y yo me quedaba toda la noche despierta alimentándolos con gusanosǃ"
Green se casó con el matemático y comunicador de matemáticas Matt Parker en 2014.

## Premios y honores

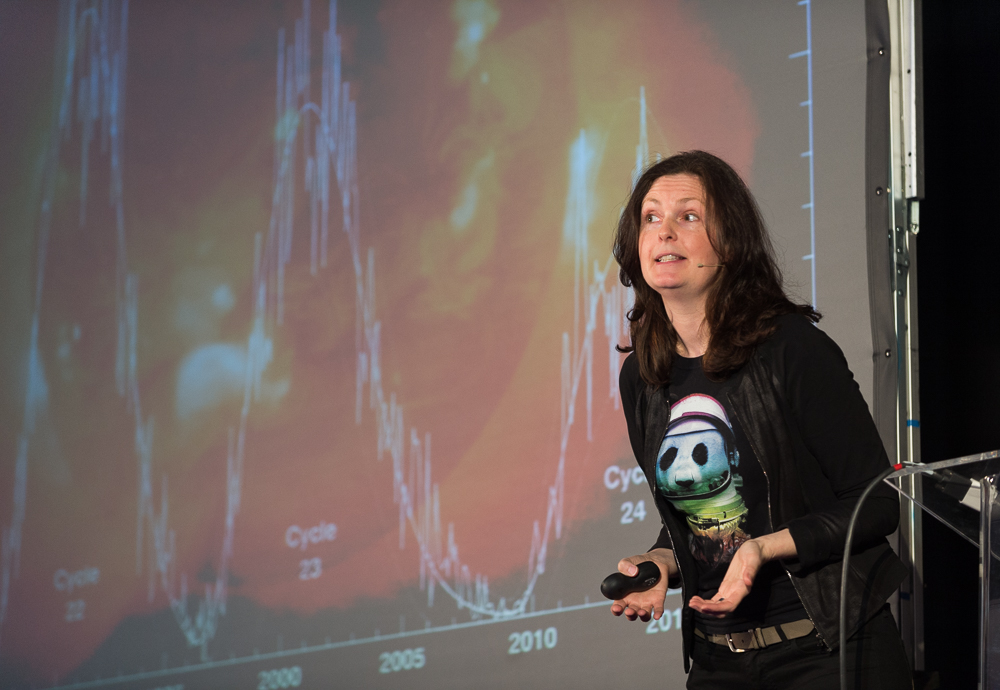
Lucie Green presentando en QEDcon, en 2015.

En 2005, Green fue miembro de un equipo que ganó el Premio Aprendizaje Permanente y Multimedia de la Real Sociedad de la Televisión, por un programa de televisión que cubría el tránsito de Venus, que permitió a los espectadores hacer sus propias medidas de la distancia Tierra-Sol usando observaciones del tránsito de ese año.
Green ha ganado premios en honor a su contribución al compromiso público con la ciencia. En 2009, recibió el Premio Kohn de la Sociedad Real a la Excelencia en Involucrar al Público con la Ciencia, por su trabajo que involucra a una audiencia diversa con la ciencia, y más específicamente, por crear una cultura de compromiso público dentro de su departamento. En 2017, Green recibió el Premio y Medalla Lise Meitner del Institute of Physics.
En 2010, fue nombrada una de las top 10 mejor educadoras en ciencias del Reino Unido, en el suplemento de ciencia de Octubre de The Times, Eureka.
En 2015, se reveló un busto de Green en la Sociedad Real en Londres, mientras se le premiaba en un evento que exploraba la historia de las mujeres y la escritura científica. El busto se creó y fue regalado a la Sociedad Real por Marcus Cornish.

## Publicaciones
- Green, Lucie (2016). 15 million degrees : a journey to the centre of the sun. London: Viking. ISBN 978-0-670-92219-2. OCLC 950951102.
- Green, Lucie M. (2018). The Origin, Early Evolution and Predictability of Solar Eruptions. Space Science Reviews. Springer.[21]
- Green, Lucie M. (2009) Flux Rope Formation Preceding Coronal Mass Ejection Onset. The Astrophysical Journal. Sociedad Astronómica Estadounidense.